# Kanton Angers-1
Angers-1 is een kanton van het Franse departement Maine-et-Loire. Het kanton maakt deel uit van het arrondissement Angers.
Op 22 maart 2015 werden, bij toepassing van het decreet van 26 februari 2014, de toenmalige kantons van Angers opgeheven en werd de stad over 7 nieuwe kantons verdeeld. Het kanton Angers-1 omvat uitsluitend een centraal deel van de stad.